# Marius und Jeannette – Eine Liebe in Marseille
Marius und Jeannette – Eine Liebe in Marseille ist ein französischer Liebesfilm von Robert Guédiguian aus dem Jahr 1997.

## Handlung
Jeannette ist verwitwet und Mutter zweier Kinder. Der junge Malek geht zur Schule, während Magali bereits erwachsen ist und studiert. Die Familie lebt in einfachen Verhältnissen im Marseiller Hafenviertel L’Estaque. Zu den Nachbarn in der Hofgemeinschaft gehört das ständig streitende Ehepaar Dédé und Monique, die Kommunistin Caroline, die im KZ war, und der pensionierte Lehrer Justin. Jeannette arbeitet als Kassiererin in einem Supermarkt, hat jedoch ständig Schwierigkeiten, weil sie stets offen ihre Meinung sagt. Sie verdient nicht viel und versucht daher eines Tages, auf dem Gelände einer leerstehenden Zementfabrik zwei Eimer mit Farbe zu stehlen, um ihre kleine Wohnung neu zu streichen. Sie wird dabei vom hinkenden Marius erwischt, der als Wachmann des Geländes arbeitet. Marius lässt sie nach einem Blick auf ihre Ausweispapiere laufen. Am nächsten Tag steht er vor ihrer Tür und hat ihr die beiden Farbeimer mitgebracht.
Jeannette wird vom Supermarkt entlassen. Sie begibt sich zur Zementfabrik und stellt sich auf einem hohen Gebäude an den Rand des Daches. Marius glaubt, sie wolle sich umbringen, doch erklärt ihm Jeannette, dass sie schon als Kind auf diesem Dach gestanden und auf die Fabrik hinuntergesehen habe. Ihr Vater war einst Arbeiter in der Fabrik, kam jedoch bei einem Arbeitsunfall ums Leben. Marius bietet ihr an, die Wohnung zu streichen, doch lehnt Jeannette ab. Marius vermutet, es sei wegen seines steifen Beins, und schlägt ein Wettrennen vor, das er am Ende gewinnt. In Wirklichkeit hinkt Marius nicht. Er griff beim Bewerbungsgespräch um die Stelle zu dem Trick, da er so aus Mitleid eingestellt wurde.
Marius erscheint in der nächsten Zeit öfter bei Jeannette und beide streichen die Wohnung. Er lernt Malek und Magali kennen, die von zwei verschiedenen Vätern stammen. Einer verließ Jeannette, ohne Abschied zu nehmen, der andere starb bei einem Unfall. Während Malek sich mit seinem Muslimsein auseinanderzusetzen beginnt, wobei ihm Lehrer Justin hilft, trägt sich Magali mit dem Gedanken, Marseille zu verlassen und in Paris Journalistik zu studieren. Jeannette würde sie ungern gehen lassen, zu eng ist die Bindung zwischen ihr und den Kindern. Die Kinder akzeptieren mit der Zeit Marius als Teil der Familie und auch die Nachbarn, mit denen Jeannette befreundet ist, mögen ihn. Jeannette geht mit Marius essen und an den Strand und regelmäßig erscheint er zum Frühstück.
Eines Tages jedoch bleibt Marius der Siedlung fern. Der einfach denkende Dédé vermutet sofort, dass er Jeannette verlassen hat. Jeannette wiederum findet nach zwei enttäuschten Beziehungen nicht die Kraft, mit Marius zu reden. Sie sieht ihn auf dem Fabrikgelände biertrinkend herumgehen, auch wenn Marius sonst nie Alkohol getrunken hat. Sie ist enttäuscht. Dédé und Justin suchen Marius eines Abends auf, doch schläft er volltrunken seinen Rausch aus. Beide trinken ebenfalls zu viel und landen schließlich in einer Kneipe, in der sie eine Schlägerei anzetteln. Später liegen sie zu dritt am Hafen und Marius erzählt ihnen betrunken, warum er fortgeblieben ist: Er war einst verheiratet und hatte zwei kleine Kinder. Seine Frau und er waren auf einer Feier und sind angetrunken heimgefahren. Seine Frau saß am Steuer und verursachte einen Autounfall. Sie starb zusammen mit den Kindern. Malek und Magali erinnern ihn ständig an seine beiden eigenen Kinder, was er nun nicht mehr aushalte. Dédé und Justin bringen den schlafenden Marius in die Siedlung und platzieren ihn auf der schlafenden Jeannette. Anschließend grölen sie betrunken, wie sehr sie doch Caroline (Justin) und Monique (Dédé) lieben. Marius erwacht in den Armen von Jeannette und sie, die zuvor von den beiden Nachbarn von seiner Vergangenheit erfahren hat, bittet ihn, sie nie zu verlassen und ihre Kinder wie seine eigenen zu lieben. Beide finden wieder zusammen.

## Produktion
Marius und Jeannette – Eine Liebe in Marseille wurde vor Ort in L’Estaque, Marseille, gedreht. Es war der siebente Film des Regisseurs Robert Guédiguian, der in der Hauptrolle seine Ehefrau Ariane Ascaride besetzte. Gérard Meylan, Jean-Pierre Darroussin, Jacques Boudet und Pierre Banderet hatten bereits mehrfach mit Guédiguian zusammengearbeitet und kannten ihn noch aus der Zeit, als er am Theater arbeitete.
Der Film erlebte im Mai 1997 im Rahmen der Reihe Un Certain Regard der Internationalen Filmfestspiele von Cannes seine Premiere und lief am 19. November 1997 in den französischen Kinos an. Ab 29. Januar 1998 war der Film auch in den deutschen Kinos zu sehen.

## Synchronisation
Synchronregie führte Jan Harloff, der auch das Dialogbuch schrieb.
| Rolle     | Darsteller             | Synchronsprecher  |
| --------- | ---------------------- | ----------------- |
| Jeannette | Ariane Ascaride        | Marion Martienzen |
| Marius    | Gérard Meylan          | Peter Buchholz    |
| Caroline  | Pascale Roberts        | Brita Subklew     |
| Justin    | Jacques Boudet         | Edgar Hoppe       |
| Monique   | Frédérique Bonnal      | Heidi Schaffrath  |
| Dédé      | Jean-Pierre Darroussin | Hartmut Rüting    |

## Kritik
Für den film-dienst besaß Marius und Jeannette – Eine Liebe in Marseille eine „überzeugende Balance aus der realistischen Darstellung der Lebensumstände in dem Arbeiterviertel, ironisch gebrochenen politischen Diskursen und einer fast operettenhaften Stilisierung der nachbarschaftlichen Verhältnisse sowie auch der mit Leichtigkeit erzählten Liebesgeschichte.“ Auch wenn die formalen Mittel des Films teilweise schlicht seien, beeinträchtigen sie den positiven Gesamteindruck kaum. Anders sah das Cinema, die dem Film Profanität vorwarf. Der Film sei handlungsarm und die Liebesgeschichte „prickelt nur verhalten“. „Britisches Sozialkino in den französischen Süden verpflanzen zu wollen ist sicher ehrenwert. Aber seine größte Qualität – die mühelose Verquickung von Humor und Dramatik – ging unterwegs verloren.“ Kritisiert wurde zudem die schlechte deutsche Synchronisation, die steril und gestelzt wirke. Der Spiegel nannte Marius und Jeannette einen „fast schon naiven, aber herrlich optimistischen Film“.

## Auszeichnungen

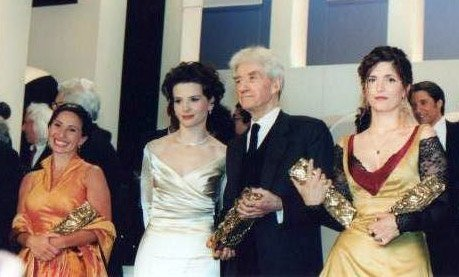
Ariane Ascaride (li.) bei den Césars 1998

Robert Guédiguian gewann für Marius und Jeannette 1997 den Prix Louis Delluc. Im Jahr 1998 wurde der Film mit einem César in der Kategorie Beste Hauptdarstellerin (Ariane Ascaride) ausgezeichnet. Er erhielt weitere sechs César-Nominierungen: In den Kategorien Bester Film, Beste Regie (Robert Guédiguian), Bester Nebendarsteller (Jean-Pierre Darroussin), Beste Nebendarstellerin (Pascale Roberts), Beste Nachwuchsdarstellerin (Laetitia Pesenti) und Bestes Drehbuch (Robert Guédiguian und Jean-Louis Milesi). Guédiguian gewann 1998 den Prix Lumière in der Kategorie Bester Film.
Guédiguian erhielt 1999 eine Goya-Nominierung als Bester europäischer Film. Bei den Premi Sant Jordi de Cinematografia wurde Ariane Ascaride als Beste ausländische Darstellerin ausgezeichnet.